# Jan Fischer
Jan Fischer, né le 2 janvier 1951 à Prague est un statisticien et homme d'État tchèque.
En 2009, alors qu'il dirige l'Office tchèque des statistiques, il est nommé président du gouvernement et prend la direction d'un exécutif composé de techniciens pour conduire la présidence tchèque de l'Union européenne. Son mandat s'achève après les élections législatives de 2010.
Candidat à l'élection présidentielle de 2013, il est longtemps considéré comme l'un des favoris du scrutin mais il termine à la troisième place lors du premier tour.

## Carrière professionnelle
Il est issu d'une famille de mathématiciens d'origine juive. Son père était un employé scientifique de l'Institut des mathématiques de Prague, au sein duquel il se consacrait à des applications statistiques dans le domaine de la génétique, de la reproduction et de la médecine.
Il achève ses études supérieures en 1974 en décrochant un diplôme de statistiques et d'économétrie de l'université de sciences économiques de Prague. Il rejoint alors l'Office des statistiques de Tchécoslovaquie, où il travaille comme employé de recherche à l'Institut de recherche sur l'information socio-économique jusqu'au début des années 1980. En 1985, il obtient un doctorat de sciences statistiques à l'École supérieure d'économie de Prague.
Il continue ensuite à travailler au sein de l'Office fédéral des statistiques, dont il devient vice-président en 1990. Avec la partition de la Tchécoslovaquie et l'indépendance de la République tchèque, il est nommé vice-président de l'Office tchèque des statistiques en 1993.
Dans les années 1990, il dirige plusieurs équipes chargés de comptabiliser les résultats électoraux lors des élections législatives et municipales, et fait la liaison avec l'Office européen des statistiques (Eurostat). Il rejoint en 2000 le secteur privé en prenant la tête du département « production » de la société Taylor Nelson Sofres Factum, mais fait son retour dans l'administration publique dès 2002 en tant que directeur des installations de recherche de la faculté d'informatique et de statistiques de l'École supérieure d'économie de Prague.
Il est nommé directeur de l'Office tchèque des statistiques le 24 avril 2003.

## Parcours politique

### Débuts au sein du KSČ
Membre du Parti communiste de Tchécoslovaquie de 1980 à 1989, il n'appartient plus à aucun parti politique par la suite.

### Président du gouvernement
Le 9 avril 2009, Jan Fischer est nommé président du gouvernement par le président Václav Klaus, quinze jours après l'adoption d'une motion de censure contre le cabinet de centre-droit de Mirek Topolánek. Son cabinet, constitué d'indépendants désignés par le Parti démocratique civique (ODS), le Parti social-démocrate tchèque (ČSSD) et le Parti Vert (SZ), entre officiellement en fonction le 8 mai suivant. Le 7 juin, il remporte sans difficulté le vote de confiance à la Chambre des députés par 156 voix sur 194, avec un mandat devant s'achever en octobre. Toutefois, au mois de septembre, la Cour constitutionnelle censure la loi relative aux élections législatives anticipées, obligeant le gouvernement à aller au terme de la législature.
Il démissionne le 25 juin 2010, au lendemain de la séance inaugurale de la Chambre des députés issue des élections législatives des 28 et 29 mai, nettement remportées par trois formations de centre droit.

### Élection présidentielle de 2013
Le 8 février 2012, il annonce sa candidature à l'élection présidentielle de janvier 2013, qui se tiendra pour la première fois au suffrage universel direct. Il annonce, le 27 août suivant, avoir recueilli plus de 50 000 parrainages citoyens, seuil minimum pour pouvoir se présenter. N'ayant le soutien d'aucun parti, il reçoit l'appui, le 12 septembre, de l'universitaire Jan Švejnar, candidat contre Václav Klaus au scrutin indirect de 2008. Le ministère de l'Intérieur valide, le 23 novembre, 77 387 signatures d'électeurs, confirmant sa présence au premier tour. Alors qu'il faisait figure de favori, il remporte 16,4 % des suffrages exprimés, pour un taux de participation de 61 %, se plaçant ainsi troisième, derrière Miloš Zeman et Karel Schwarzenberg, et juste devant Jiří Dienstbier.
Bien que déçu et concédant la défaite, il ne donne aucune consigne de vote et affirme que la République tchèque a « besoin d'un changement en profondeur ». Le 21 janvier, il apporte, de manière indirecte, son soutien à Zeman, après la prise de position de Schwarzenberg au sujet des décrets Beneš.

## Vie privée
Marié en secondes noces avec son ancienne secrétaire, il est père de trois enfants, dont l'aîné, Jakub, venu au monde en 1978, est vice-doyen de la faculté d'informatique et de statistiques de l'École supérieure d'économie de Prague.